# Fore River Shipyard

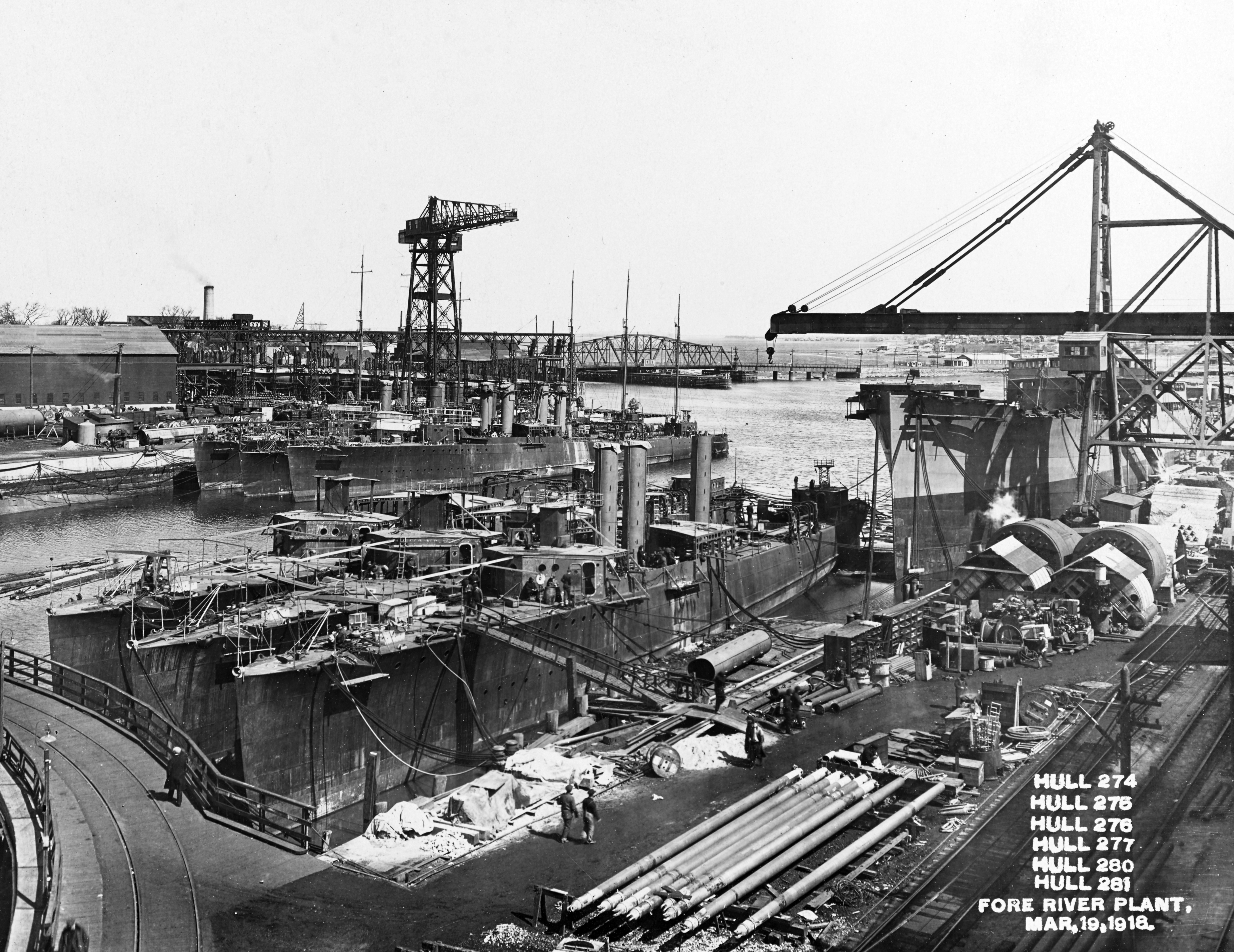
Американські есмінці «Мід», «Сінклер», «Макколі», «Муді», «Хеншоу», «Маєр», «Дуаєн», «Шаркі» і транспортно-десантне судно «Катрина Луккенбах» на верфі Fore River у 1918 році

Фор Рівер Шип'ярд (англ. Fore River Shipyard) — американська суднобудівна компанія, філія компанії General Dynamics Corporation. Корабельні компанії розміщувалися на річці Веймут Фор у містах Брейнтрі і Квінсі в штаті Массачусетс. Розпочала свою діяльність у 1883 році в Брейнтрі, а в 1901 році перемістилася до свого остаточного місця на Квінсі-Пойнт, звідкіля почала діяти як повноцінна суднобудівна компанія. У 1913 році її придбала компанія Bethlehem Steel, а пізніше передали Bethlehem Shipbuilding Corporation. У 1963 році «Фор Рівер Шип'ярд» продали компанії General Dynamics та у 1986 році закрили. Під час своєї роботи корабели-майстри побудували сотні кораблів як для військових, так і для цивільних замовників.

## Відомі кораблі та судна, побудовані «Фор Рівер Шип'ярд»
| - «Лоуренс», ескадрений міноносець типу «Бейнбрідж» - «Макдонах», ескадрений міноносець типу «Бейнбрідж» - «Де-Мойн», бронепалубний крейсер типу «Денвер» - «Нью-Джерсі», пре-дредноут типу «Вірджинія» - «Род-Айленд», пре-дредноут типу «Вірджинія» - «Вермонт», пре-дредноут класу «Коннектикат» - C-1, підводний човен типу «C» - B-1, підводний човен типу «B» - B-2, підводний човен типу «B» - B-3, підводний човен типу «B» - «Бірмінгем», легкий крейсер типу «Честер» - «Салем», легкий крейсер типу «Честер» - «Лексінгтон», важкий ударний авіаносець типу «Лексінгтон» - «Восп», авіаносець типу «Восп» - «Лексінгтон», важкий ударний авіаносець типу «Ессекс» - «Банкер-Гілл», важкий ударний авіаносець типу «Ессекс» - «Восп», важкий ударний авіаносець типу «Ессекс» - «Хенкок», важкий ударний авіаносець типу «Ессекс» - «Філіппін Сі», важкий ударний авіаносець типу «Ессекс» - «Норт Дакота», лінійний корабель типу «Делавер» - «Невада», лінійний корабель типу «Невада» - «Массачусетс», лінійний корабель типу «Саут Дакота» (1939) - «Портленд», важкий крейсер типу «Портленд» - «Квінсі», важкий крейсер типу «Новий Орлеан» - «Вінсеннс», важкий крейсер типу «Новий Орлеан» - «Лонг-Біч», атомний ракетний крейсер - «Вілліс Лі», ескадрений міноносець типу «Мітчер» - «Вілкінсон», ескадрений міноносець типу «Мітчер» - «Фаррагут», ескадрений міноносець типу «Фаррагут» (1958) - «Макдонах», ескадрений міноносець типу «Фаррагут» (1958) - «Люсі», ескадрений міноносець типу «Фаррагут» (1958) - «Бейнбрідж», перший ракетний лідер есмінців з ядерною енергетичною установкою, з 1975 року перекваліфікований на атомний ракетний крейсер |